# Kraje nowo uprzemysłowione

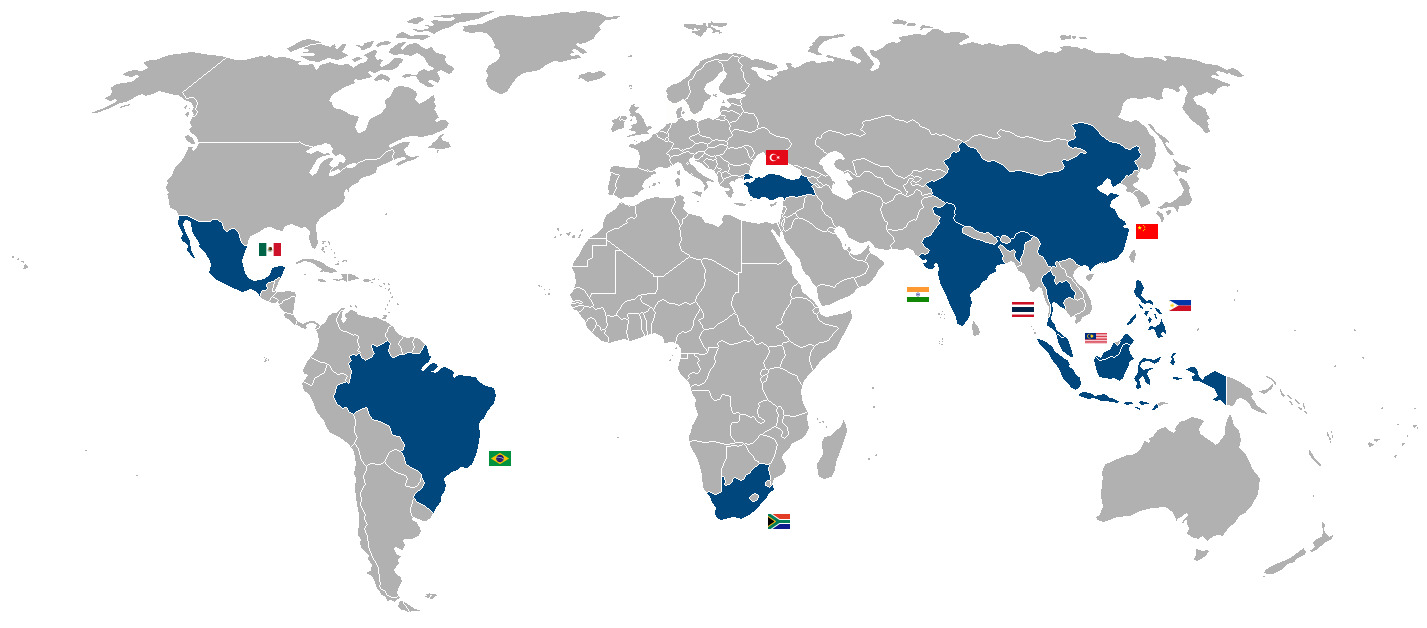
Kraje nowo uprzemysłowione w 2007 roku. Od lewej: Meksyk, Brazylia, RPA, Turcja, Indie, Chiny, Tajlandia, Malezja, Filipiny

Kraje nowo uprzemysłowione – grupa krajów rozwijających się, które cechują się dynamicznym rozwojem przemysłów zaawansowanych technologii, ogromnymi zasobami taniej siły roboczej, korzystną polityką podatkową dla obcych inwestorów oraz bardzo dużym tempem wzrostu PKB. Do tej grupy krajów należą m.in. Meksyk, Brazylia, RPA, Turcja, Indie, Chiny, Tajlandia, Malezja, Filipiny. 
Część socjologów do tej grupy zalicza również „azjatyckie tygrysy”, inni zaś klasyfikują je w odrębnej grupie państw nowo uprzemysłowionych.
Kraje o średnim poziomie rozwoju cechują się mniej nowoczesnym (niż KWR) potencjałem produkcyjnym, przewagą działów produkcji materialnej w strukturze tworzenia PKB, stosunkowo dużym zatrudnieniem w I i II sektorze gospodarki, średnim standardem życia ludności.